# Edsviken (villaområde)

Edsviken är ett villaområde och ett område i kommundelen Helenelund i Sollentuna kommun. Edsviken gränsar mot Östersjöviken Edsviken i nordost.

## Historik
1918 köpte AB Upplandshem Edsbergs gods ägor för att stycka dessa och sälja som egnahemstomter. Marken vid Edsviken söder om Tureberg var tänkt att reserveras som en tjänstemannaförstad och fick namnet Edsvikens villastad. Arvid Stille utarbetade stadsplanen för de 350 tomterna och 1923 kom försäljningen i gång.
Området bebyggdes till stor del under 1920- och 1930-talen, och området var i stort sett färdigbyggt på 1940-talet. Många av de ursprungliga villorna är byggda i funkisstil och uppfördes med en byggyta om 70-90 m². Vissa av villorna har fått en andra våning under 2000-talet.